# 阿尔勒区
阿尔勒区（法語：arrondissement d'Arles）是法国罗讷河口省所辖的一个区。总面积2031.5平方公里，总人口171081，人口密度84人/平方公里（2018年）。主要城镇为阿尔勒。

## 辖区
阿尔勒区辖有29个市镇。